# 細川光尚
細川 光尚（ほそかわ みつなお）は、江戸時代前期の大名。肥後国熊本藩2代藩主。熊本藩細川家3代。官位は従四位下・侍従、肥後守。

## 経歴
元和5年（1619年）9月19日、肥後熊本藩初代藩主・細川忠利の長男として誕生した。母は小笠原秀政の次女（徳川秀忠の養女）・千代姫（保寿院）。幼名は六丸。江戸幕府3代将軍・徳川家光より偏諱を受け、光利（みつとし）と名乗った。
寛永14年（1637年）、父・忠利と共に島原の乱に参陣して武功を挙げた。寛永18年（1641年）、父の死去により家督を継ぎ、諱を光尚に改めた。翌年、阿部弥一右衛門の遺族による反乱が起こり、これを2月21日までに鎮圧した。この顛末が後に『阿部茶事談』に脚色され、同書を元にした森鷗外の小説『阿部一族』の題材となった。
正保2年（1645年）末、祖父・忠興が死去した際に、忠興の遺言によって従弟の細川行孝に3万石を分与し、宇土藩を立藩させた。慶安元年（1648年）、伯父・長岡忠隆の一族を熊本藩の一門家臣家とする。また、家老制度や役人などの官制改革も積極的に行ない、藩政の基礎を固めた。
慶安2年12月26日(1650年1月28日)、31歳で死去した。跡を長男の綱利が継いだが、7歳と幼かったため、家督相続を幕府に認めてもらうために細川家中で奔走して、取り潰しを免れた。なお、病床の光尚は、幼い息子・綱利は転封、減封、改易の恐れありとして幕府に伺いを提出、「我が子は幼いので出仕に堪えず、如何様になっても公儀の望み通りに願いたい」という願書を提出し、これが心がけ神妙なりとして公儀の好感を得て、綱利相続に決まったとされる。

## 系譜
- 父：細川忠利（1586年 - 1641年）
- 母：保寿院（1597年 - 1649年）、千代姫、徳川秀忠の養女 - 小笠原秀政の次女
- 正室：寧々、正受院 - 中納言烏丸光賢の娘
- 側室：清高院 - 清水氏
  - 長男：細川綱利（1643年 - 1714年）
- 側室：清光院 - 内海氏
  - 次男：細川利重（1647年 - 1687年）